# Эстрада Пальма, Томас
Тома́с Эстра́да Па́льма (исп. Tomás Estrada Palma; 9 июля 1835, Баямо, Куба — 4 ноября 1908, Сантьяго-де-Куба) — кубинский политик, первый президент Кубы с 20 мая 1902 до 28 сентября 1906.

## Борьба за независимость
Эстрада Пальма учился на юридическом факультете Севильского университета. Принимал активное участие в борьбе за независимость острова от Испании и в чине генерала командовал войсками в период Десятилетней войны 1868-1878 годов. Разбитый испанскими войсками, он эмигрировал в Нью-Йорк, где сотрудничал с Хосе Марти. После гибели последнего Эстрада был избран лидером Кубинской революционной партии. Провозглашённое в 1895 году революционное правительство направило Эстраду своим представителем в Вашингтон, где он с помощью американских финансистов разработал неосуществлённый план выкупа острова у Испании за 150 миллионов долларов. Также он способствовал началу Испано-американской войны.

## Президент
В 1901 генерал Леонард Вуд, управлявший Кубой после её захвата США, объявил о проведении президентских выборов. Республиканская либеральная партия под руководством Хосе Мигеля Гомеса и Национально-либеральная партия Альфредо Сайяса объявили о поддержке Эстрады, кандидата Умеренной партии, который не вёл предвыборной кампании, проживая в США и являясь их гражданином. Единственный соперник Эстрады Пальмы генерал Бартоломе Масо снял свою кандидатуру в знак протеста против откровенной поддержки Пальмы оккупационными властями. В итоге 31 декабря 1901 Пальма был избран первым президентом Кубы. Политика Пальмы была проамериканской.
После того, как Куба приняла законы о снижении таможенных тарифов на американскую продукцию и внесла в свою конституцию поправку Платта, позволявшую США держать военные базы на острове, оккупационный режим был снят. Правительство Эстрады покровительствовало деятельности американских компаний на Кубе и подписало 16 февраля 1903 года Американско-кубинский договор, передававший США в аренду под военную базу бухту Гуантанамо.
В 1906 году на вторых президентских выборах Эстрада Пальма вновь одержал победу, но сильные протесты со стороны умеренной оппозиции вынудили либералов во главе с Эстрадой просить США о вводе войск, в результате чего на Кубе был вновь установлен оккупационный режим, а Эстрада ушёл в отставку.

## Памятник
На Аллее президентов в Гаване после смерти Эстрады ему был установлен памятник, снесённый после прихода к власти Фиделя Кастро. Тем не менее сохранился постамент статуи.